# Liste der Kreisstraßen im Landkreis Wolfenbüttel

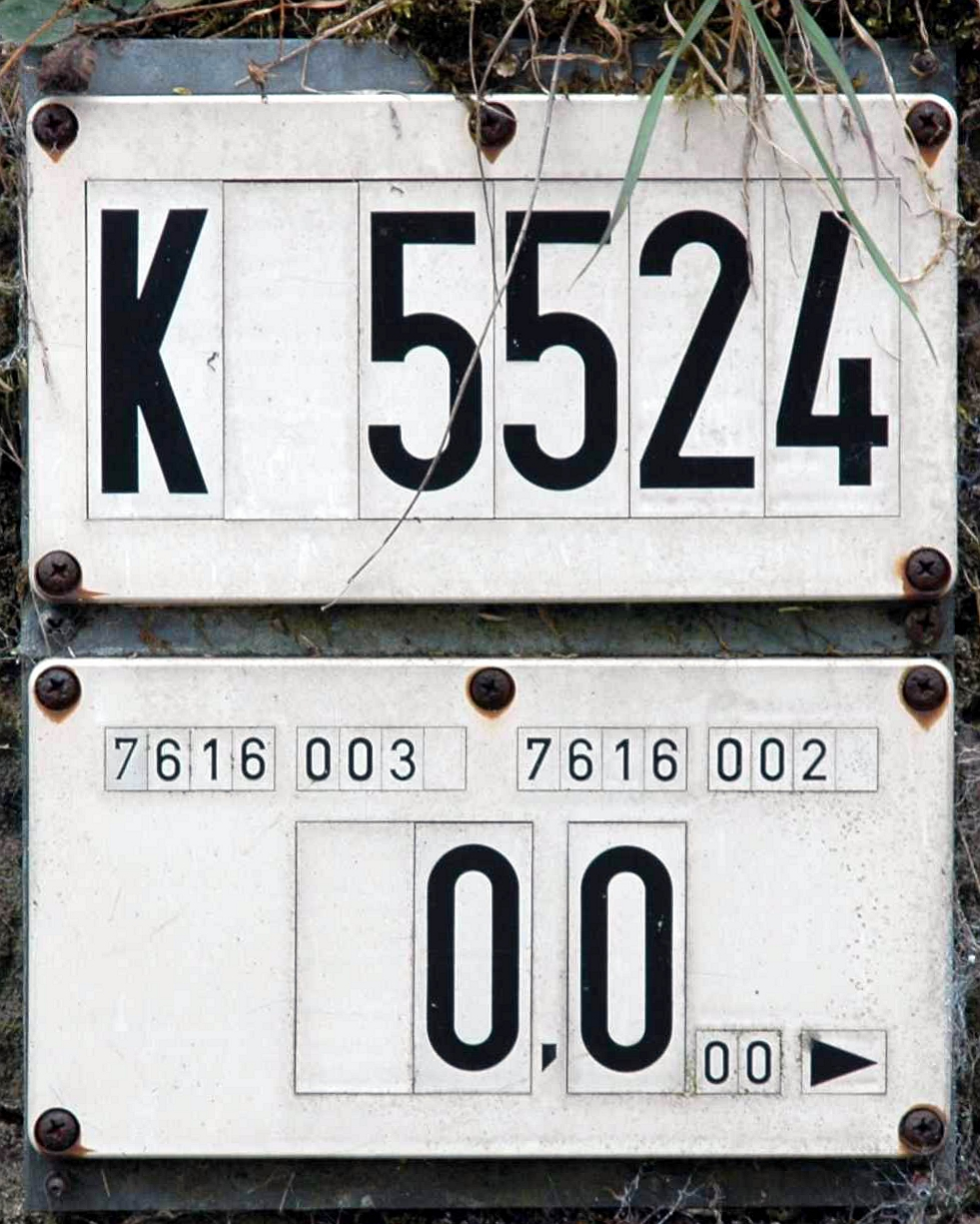
Stationszeichen

Die Liste der Kreisstraßen im Landkreis Wolfenbüttel führt alle Kreisstraßen im niedersächsischen Landkreis Wolfenbüttel auf.

## Abkürzungen
- K: Kreisstraße
- L: Landesstraße

## Liste
Nicht vorhandene bzw. nicht nachgewiesene Kreisstraßen werden in Kursivdruck gekennzeichnet, ebenso Straßen und Straßenabschnitte, die unabhängig vom Grund (Herabstufung zu einer Gemeindestraße oder Höherstufung) keine Kreisstraßen mehr sind. 
Der Straßenverlauf wird in der Regel von Nord nach Süd und von West nach Ost angegeben.
| Nr.   | Verlauf |
| ----- | --- |
| K 1   | (K 52 in Braunschweig) – Kreisgrenze – L 630/L 631 in Salzdahlum |
| K 2   | L 631 – Atzum – K 4 – L 627 – Wendessen – K 630 – L 495 – – K 3 in Klein Denkte |
| K 3   | K 620 – Klein Denkte – K 2 – Groß Denkte – – K 628 in Mönchevahlberg |
| K 4   | L 631 in Wolfenbüttel – Atzum – K 2 – L 630 – K 5 – Apelnstedt – Volzum – L 629 – K 7 |
| K 5   | L 625 – Hötzum – K 153 – L 631 – Apelnstedt – K 4 – L 627 |
| K 6   | L 625 in Neuerkerode – L 629 in Volzum |
| K 7   | L 629 in Erkerode – Evessen – L 625 – Evessen, Bahnhof – Gilzum – K 8 – Hachum – K 4 – L 627 in Dettum |
| K 8   | K 7 in Gilzum – L 627 – Weferlingen – K 628 |
| K 9   | L 629 – Ampleben – K 11 – L 625 – Eilum – L 627 |
| K 10  | Kneitlingen – K 11 – L 625 – L 627 in Bansleben |
| K 11  | K 9 in Ampleben – K 10 – Sambleben – L 290 – Eitzum (– Abzweig zur L 626) – Küblingen – L 623 in Schliestedt |
| K 12  | L 652 – in Groß Dahlum |
| K 13  | – Klein Dahlum – K 624 – L 623 |
| K 14  | L 623 – Watzum – K 15 – L 623 in Warle |
| K 15  | L 290 – Watzum – K 14 – K 17 – Barnstorf – K 16 – L 623 |
| K 16  | L 623 – Barnstorf – K 15 – K 29 im Landkreis Helmstedt an der Kreisgrenze – L 622 |
| K 17  | – Uehrde – L 290 – K 15 |
| K 18  | – L 622 in Wetzleben |
| K 19  | in Berklingen – nicht befahrbare Straße – L 290 |
| K 20  | – Remlingen – K 513 – K 21 – Klein Vahlberg – in Berklingen |
| K 21  | K 513 in Groß Vahlberg – Klein Vahlberg – K 20 – |
| K 22  | K 23 – Timmern – L 512 – K 24 – /L 622 in Hedeper |
| K 23  | L 513 in Klein Biewende – K 30 – K 22 – K 28 – L 512 |
| K 24  | K 620 in Achim – K 23 – K 22 |
| K 25  | K 620 in Bornum – K 26 – L 512 |
| K 26  | K 27 – K 25 |
| K 27  | in Wittmar – K 30 – L 513 – Groß Biewende – K 28 – K 26 – K 620 in Bornum |
| K 28  | K 27 in Groß Biewende – K 23 |
| K 29  | K 620 – in Seinstedt |
| K 30  | – Sottmar – K 31 – K 27 – L 513 in Klein Biewende – … – K 23 in Klein Biewende – |
| K 31  | L 513 in Hedwigsburg – K 620 – Neindorf – K 32 – K 30 in Sottmar |
| K 32  | K 31 – L 513 in Kissenbrück |
| K 33  | L 512 in Börßum – Börßum, Bahnhof |
| K 35  | in Stadt Hornburg – Landesgrenze – (K 1341 im Landkreis Harz, Sachsen-Anhalt) |
| K 36  | in Stadt Hornburg – Landesgrenze – (K 1340 im Landkreis Harz, Sachsen-Anhalt) |
| K 45  | L 496 – Kreisgrenze – (K 67 im Landkreis Goslar) |
| K 47  | – Klein Elbe – K 48 – Haverlah – K 81 – Kreisgrenze – (K 33 in Salzgitter) |
| K 48  | L 670 – K 47 in Klein Elbe |
| K 49  | – Leinde – K 80 – K 50 – Cramme – Kreisgrenze – (K 21 in Salzgitter) |
| K 50  | – K 49 – Cramme – Groß Flöthe – K 82 – L 512 |
| K 52  | (K 305 im Landkreis Hildesheim) – Kreisgrenze – L 496 in Baddeckenstedt |
| K 54  | in Oelber am weißen Wege – Kreisgrenze – (K 1 in Salzgitter) |
| K 56  | (K 213 im Landkreis Hildesheim) – Kreisgrenze – Hohenassel – K 57 – L 474 in Burgdorf bei Osterlinde |
| K 57  | (K 3 in Salzgitter) – Kreisgrenze – L 474 – Burgdorf (– Abzweig zur L 474) – Hohenassel – K 56 – /L 474 |
| K 58  | (K 214 im Landkreis Hildesheim) – Kreisgrenze – Berel – L 474 – Kreisgrenze – (K 4 in Salzgitter) |
| K 66  | (K 77 in Braunschweig) – Kreisgrenze – Groß Stöckheim – L 615 – L 614 |
| K 68  | L 614 in Teichmühle – Fümmelse – K 69 – K 90 |
| K 69  | L 614 in Teichmühle – Fümmelse – K 68 – Kreisgrenze – (K 19 in Salzgitter) |
| K 75  | – Söderhof – Kreisgrenze – (K 37 in Salzgitter) |
| K 76  | /L 474 in Westerlinde – K 77 in Wartjenstedt |
| K 77  | (K 307 im Landkreis Hildesheim) – Kreisgrenze – Wartjenstedt – K 76 – – Binder – Kreisgrenze – (Landkreis Hildesheim) |
| K 78  | L 496 in Heere – |
| K 80  | L 495 in Adersheim – K 49 in Leinde |
| K 81  | (K 22 in Salzgitter) – Kreisgrenze – Steinlah – Haverlah – K 47 – Kreisgrenze – (K 35 in Salzgitter) |
| K 82  | (K 25 in Salzgitter) – Kreisgrenze – Groß Flöthe – K 50 – L 512 in Klein Flöthe |
| K 83  | (K 31 in Salzgitter) – Kreisgrenze – Altenrode – Werlaburgdorf (– Abzweig zur L 615) – L 615 |
| K 84  | (Landkreis Goslar) – Kreisgrenze – K 85 in Gielde |
| K 85  | (K 28 in Salzgitter) – Kreisgrenze – Gielde – K 84 – L 500 – Wehre – K 86 – Kreisgrenze – (K 19 im Landkreis Goslar) |
| K 86  | K 85 in Wehre – Beuchte – Kreisgrenze – (K 22 im Landkreis Goslar) |
| K 88  | /L 614 in Wolfenbüttel – L 495 in Wolfenbüttel |
| K 89  | /L 500 – L 615 in Schladen |
| K 90  | L 495 in Adersheim – K 68 – – L 614/L 615 in Wolfenbüttel |
| K 140 | (K 11 in Braunschweig) – Kreisgrenze – L 625 – Klein Schöppenstedt – K 141 – L 631 in Cremlingen |
| K 141 | (K 41 in Braunschweig) – Kreisgrenze – Weddel – K 140 |
| K 144 | L 633 – K 631 |
| K 146 | L 625 in Neuerkerode – Veltheim (Ohe) – K 156 – K 637 |
| K 147 | K 637 in Schandelah – K 631 – K 637 |
| K 148 | /L 633 – Mühlenberg – K 637 |
| K 149 | K 156 in Schulenrode – Destedt – K 637 – in Abbenrode |
| K 153 | K 5 in Hötzum – L 625 |
| K 154 | L 625 in Sickte – L 631 in Sickte |
| K 156 | – Schulenrode – K 149 – Klein Veltheim – Veltheim (Ohe) – K 146 – L 629 in Lucklum |
| K 513 | /L 513 in Remlingen – K 20 – Schachtanlage Asse – Groß Vahlberg – K 21 – K 628 – L 625 in Schöppenstedt (ehemalige L 513) |
| K 620 | in Wolfenbüttel – L 495 – K 3 – Neindorf – K 31 – L 513 – Kissenbrück – K 32 – Bornum – K 27 – K 25 – Börßum – L 512 – Achim – K 24 – K 29 – – Stadt Hornburg – L 500 – Landesgrenze – (L 87 in Sachsen-Anhalt) (ehemalige L 620) |
| K 624 | in Groß Dahlum – K 13 – Klein Dahlum – Kreisgrenze – (K 54 im Landkreis Helmstedt) (ehemalige L 624) |
| K 628 | L 627 in Dettum – Dettum, Bahnhof – Mönchevahlberg – K 3 – K 8 – K 513 in Groß Vahlberg (ehemalige L 628) |
| K 630 | L 627 in Ahlum – Wendessen – K 2 – /L 495 (ehemalige L 630) |
| K 631 | (K 59 im Landkreis Helmstedt) – Kreisgrenze – L 633 – K 144 – Schandelah – K 637 – K 147 – / (ehemalige L 631) |
| K 637 | K 631 in Schandelah – K 148 – Gardessen – K 147 – – Destedt – K 149 – Hemkenrode – K 146 – L 629 in Lucklum (ehemalige L 637) |